# Друзі Еліота

Дру́зі Е́ліота (1993⁣—⁣1996, Ніжин) — літературна група з числа студентів Ніжинського державного педагогічного університету імені М. Гоголя. Ініціатор створення — Анатолій Дністровий. До складу також входили поети Андрій Іванов, Василь Голован, згодом долучився Сергій Коноваленко.

## Творчість
За визначенням Юрія Коваліва, письменники цієї групи «намагалися творчо самореалізуватися на засадах інтенційності, звернення людини до божественної сутності, заперечення раціоналістичних традицій». Олег Гуцуляк назвав творчість групи «вираженням інтенціональності як звернення людського сущого до Бога здійснити „релігацію“ (зв'язок людини з Божественним як основу антипозитивіського ірраціонального утвердження зв'язку особи зі світом».
В антології Василя Габора, що вийшла 2009 року, «Друзі Еліота» були названі однією з найяскравіших українських літературних шкіл та груп кінця 1960-90 років XX ст.